# Dorothea Werneck
Dorothea Fonseca Furquim Werneck (Ponte Nova, Minas Gerais, 9 de julio de 1948) es una economista y política brasileña. 
Fue ministra de Trabajo del gobierno de José Sarney (1989-1990) y ministra de Industria y Comercio  de Fernando Henrique Cardoso (1995-1996).
Estuvo casada con el economista brasileño Rogério Werneck, de quien adoptó el apellido, y con el economista uruguayo Jaime Mezzera.

## Formación
- Economista - Facultad de Ciencias Económicas de la Universidad Federal de Minas Gerais, UFMG - 1970.
- Magíster en Economía - Escuela de Post-graduación de la Fundación Getúlio Vargas, FGV - 1972.
- Magíster en Economía - Boston College - 1975.
- Ph.D. (Economía) - Boston College - 1975.

## Condecoraciones
- Gran Cruz de la Orden Nacional al Mérito Científico - Presidencia de la República del Brasil - junio de 1995[1]